# Luxómetro

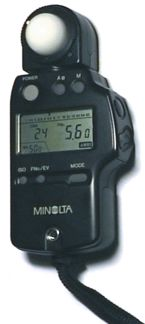
Luxómetro de fotógrafo, con mesura digital

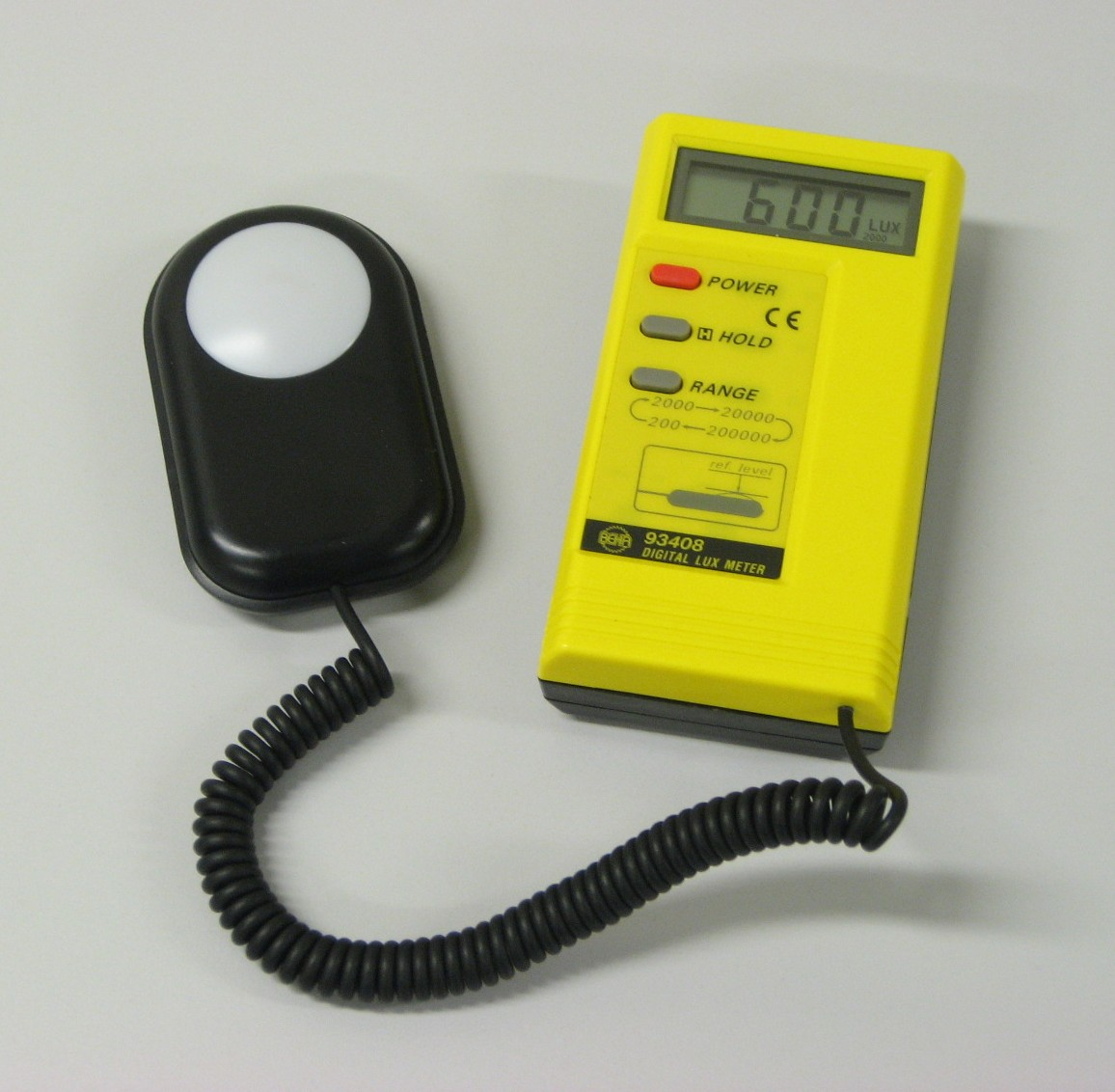
El luxómetro permite una medida de la luz realmente recibida en un punto dado (arquitectura de interior, medio ambiente) nocturno

Un luxómetro (también llamado luxmetro o light meter) es un instrumento de medición que permite medir simple y rápidamente la iluminancia real y no subjetiva de un ambiente. La unidad de medida es el lux (lx). Contiene una célula fotoeléctrica que capta la luz y la convierte en impulsos eléctricos, los cuales son interpretados y representada en un display o aguja con la correspondiente escala de luxes.

## Principio de funcionamiento
El luxómetro moderno funciona según el principio de una celda (célula) C.C.D. o fotovoltaica; un circuito integrado recibe una cierta cantidad de luz (fotones que constituyen la "señal", una energía de brillo) y la transforma en una señal eléctrica (analógica). Esta señal es visible por el desplazamiento de una aguja, el encendido de un diodo o la fijación de una cifra. Una fotorresistencia asociada a un ohmímetro desempeñaría el mismo papel.
Un filtro de corrección de espectro permite evitar que las diferencias de espectro falseen la medida (la luz amarilla es más eficaz que la azul, por ejemplo, para producir un electrón a partir de la energía de un paquete de fotones). 
Los luxómetros pueden tener varias escalas para adaptarse a las luminosidades débiles o las fuertes (hasta varias decenas de millares de luxes).

## Usos
Primero han sido utilizados por fotógrafos y cineastas. Es cada vez más utilizado por los productores de energía para optimizar la iluminación interior (del 20 al 60 % de la electricidad es consumida por la iluminación) o exterior (que a menudo desperdicia mucha energía). Se utilizan también, más raramente para medir la luminosidad del cielo en meteorología, para medir la luz recibida al suelo en bosques o en invernaderos.
En los últimos años también ha comenzado a ser utilizado por ecologistas, astrónomos y arquitectos para desarrollar índices cuantitativos de la contaminación lumínica o la intrusión de la luz para reducirlas o adaptar estrategias de ingeniería. También en museos y salas de exposiciones para controlar los parámetros adecuados de iluminancia para una correcta conservación de los objetos expuestos.
Otro uso es el que le dan los profesionales de higiene y seguridad, a fin de determinar la posibilidad de ocurrencia de una enfermedad profesional por deficiencias lumínicas, ya que así lo establece la legislación laboral en muchos países (ley 19587 de seguridad e higiene laboral en Argentina o la NOM-025-STPS-2008 en México que habla de las condiciones de iluminación en los centros de trabajo, por citar algunos ejemplos).
También son utilizados por técnicos en prevención de riesgos laborales en los lugares de trabajo.